# Îlet aux Rats
L'Îlet aux Rats est un îlet habité de Martinique, un des îlets du Robert, appartenant administrativement à Le Robert. 

## Géographie
L'îlet, situé au Sud-Ouest de l'îlet à Eau, est le seul îlet avec ce dernier à ne pas être un site protégé. Il compte treize demeures, pour la plupart résidences secondaires. Il y a une résidence secondaire sur l'îlet.

## Histoire
Il n'est pas, à l'inverse des îlets Boisseau, Ragot (la Grotte), Loup Garou, Madame, Petite Martinique, Petit Piton et Petit Vincent, protégé par un arrêté de protection de biotope depuis 2002, ni inscrit par l’arrêté ministériel du 28 juillet 2007.